# Maryam Mirzakhani
Maryam Mirzakhani (født 5. maj 1977 i Teheran, død 14. juli 2017l) var en iransk matematiker. Hun var professor i matematik ved Stanford University. 
I 2014 modtog hun som første iraner og første, og indtil videre eneste, kvinde nogensinde Fieldsmedaljen for sin matematiske forskning.
Hun forskede indenfor Teichmüller teori, hyperbolsk geometri, ergodisk teori og symplektisk geometri.
Mirzakhani døde som blot 40-årig af brystkræft.

## Uddannelse
Mirzakhani blev født i 1977 i Teheran i Iran. Efter grundskolen sikrede hun sig en plads efter en optagelsesprøve på pige-gymnasiet Farzanegan for særligt talentfulde elever.
I 1994 vandt Mirzakhani guldmedalje ved den Internationale Matematik-Olympiade. I 1995 fik hun en perfekt 100 % score og vandt endnu en guldmedalje ved Matematik-Olympiaden. Mirzakhani fik en bachelorgrad i matematik fra Sharif Universitetet i Teheran i matematik i 1999. Hun fortsatte sine studier i USA og fik en PhD fra Harvard University i 2004 for en afhandling omhyperbolsk geometri. Fra 2004 til 2008 var hun ansat ved Princeton University sponsoreret af Clay Mathematics Institute. I 2008 blev hun professor i matematik på Stanford University.